# Liedson
Liedson da Silva Muniz (Cairu, 17 de dezembro de 1977) é um ex-futebolista brasileiro naturalizado português que atuava como atacante.

## Carreira

### Início
Após ter sido revelado pelo Poções, que disputa apenas o Campeonato Baiano, Liedson passou pelo Prudentópolis, do Paraná. Esteve também por pouco mais de um mês no Inter de Santa Maria, do Rio Grande do Sul. Não se sabe ao certo o que acarretou a dispensa do jogador por parte do clube gaúcho. O principal motivo que foi veiculado na mídia foi que pelo seu estilo franzino, o Inter-SM não acreditou que Liedson poderia jogar na Segunda Divisão do Gauchão. O preparador físico do clube à época, Luiz Fernando Nunes, afirmou que o atleta havia participado apenas de um recreativo e com tênis de corrida ao invés de chuteiras.

### Coritiba
No ano de 2001 se transferiu para o Coritiba, clube onde se destacou realizando 29 partidas e anotando 21 gols. Foi o clube que o alçou ao futebol mundial. Despertou a atenção de outros clubes brasileiros e trocou o clube paranaense pelo Flamengo.

### Flamengo
Em 2002, jogou o Campeonato Brasileiro pelo Flamengo e deixou boa impressão, já que em apenas 29 partidas disputadas marcou 15 vezes. O clube fez uma campanha fraca e teve risco de rebaixamento, apesar disso se destacou com a camisa rubro-negra. Em 2003, o jogador saiu de forma conturbada do Flamengo, alegando não ter recebido algumas pendências financeiras e iria vir a deixar o clube de forma litigiosa com um imbróglio na justiça.

### Corinthians
Ainda em 2003, o Flamengo acabou entrando num acordo e liberando Liedson para defender o Corinthians naquele ano. O acordo previa a vinda do também atacante Fernando Baiano.
Contratado como esperança do Corinthians para a temporada, Liedson atuou pelo clube por pouco mais de seis meses, onde conquistou o Campeonato Paulista de 2003, primeiro título de Liedson em sua carreira, até que decidiu sair para o futebol europeu em meio ao Campeonato Brasileiro.
Seu primeiro poker (quatro gols num jogo) foi vestindo a camisa do Corinthians, pelo Campeonato Brasileiro de 2003, contra o Vitória (4 a 0), no Estádio do Pacaembu.

### Sporting
No meio do Campeonato Brasileiro de 2003, após a negociação fracassada com o Dínamo de Kiev, acertou sua transferência para o Sporting, de Portugal.
Atacante veloz, de grande mobilidade, boa impulsão, espontaneidade e exímia finalização, Liedson era dono de uma inata capacidade para marcar gols, sendo considerado, por muitos adeptos, como um dos melhores do mundo na posição quando em seu auge.
Contudo, ainda faltavam títulos em sua carreira. Estes começaram a aparecer somente a partir da temporada 2006–07, em que o Sporting conquistou a Supertaça de Portugal e a Taça de Portugal.
Uma temporada mais tarde, mesmo não tendo disputado a final por conta de uma lesão, Liedson sagrou-se bicampeão da Taça de Portugal, conquistando também a Supertaça.
Em 2008, o nome de Liedson ganhou as manchetes na imprensa baiana por conta de uma suposta fraude em seu histórico profissional. O presidente da Federação Bahiana de Futebol, Ednaldo Rodrigues, foi denunciado por falsidade ideológica pelo Ministério Público da Bahia. O dirigente foi acusado de fraudar uma certidão do jogador, então com 30 anos, na qual constava que ele fora formado nas divisões de base do time do E.C. Poções. A falsificação no documento prejudicou a Liga Valenciana de Futebol, de Valença, que não teria recebido percentual pela venda do atleta, apesar de ser a verdadeira formadora do jogador.
O presidente da FBF foi acusado de alterar a certidão do jogador para constar que ele tinha atuado no Poções, entre 15 de agosto de 1993 e 6 de setembro de 2000. Mas, na verdade, o jogador tinha atuado na Liga Valenciana entre 1995 e 1999. A funcionária do Departamento de Registro da Federação, Maria Balbina Barbosa de Sousa, prestou depoimento à polícia e confirmou a acusação contra o chefe e disse que foi obrigada por ele a assinar o documento adulterado. Liedson não foi denunciado porque não sabia da adulteração do documento. O caso foi arquivado.
No dia 13 de setembro de 2009, Liedson marcou seu centésimo gol na Primeira Liga (em 176 jogos). Era seu 250º jogo oficial com a camisa do Sporting.
Pelo Sporting, seu primeiro poker aconteceu no dia 7 de março de 2010, numa goleada de 4 a 0 contra o Belenenses.

### Retorno ao Corinthians
Em 31 de janeiro de 2011, o Sporting confirmou à Comissão do Mercado de Valores Mobiliários (CMVM) o acordo a que chegou com o Corinthians, no valor de 4,5 milhões de reais, para a transferência em definitivo do jogador a partir de 7 de fevereiro de 2011, para a disputa da Copa Libertadores da América de 2011.
| “ | Desde quando saí daqui, nunca esqueci o Corinthians. Quando recebi a notícia de que o clube estava interessado, não pensei duas vezes. | ” |

Já no dia 4 de fevereiro, Liedson fez seu jogo de despedida após atuar por quase oito anos no Sporting, em partida contra a Naval. Liedson se despediu da torcida em grande estilo, marcando dois gols no empate em 3 a 3.

#### 2011
Reestreou pelo Corinthians no dia 9 de fevereiro, marcando dois gols na vitória sobre o Ituano pelo Campeonato Paulista. No jogo seguinte, um empate em 0 a 0 contra o Paulista, Liedson acabou sendo um dos poucos destaque do time. Voltou a marcar logo após essa partida, fazendo os dois gols da vitória de 2 a 0 contra o Mogi Mirim. Após esse jogo, o atacante colaborou fazendo o terceiro gol do Corinthians no clássico contra o Santos, na vitória por 3 a 1.
Na estreia do Campeonato Brasileiro, brilhou mais uma vez e marcou um dos gols na vitória de 2 a 1 contra o Grêmio, fora de casa. Também ajudou a equipe a chegar na final do Campeonato Paulista. Pelo Brasileirão, superou concorrentes de peso (como Adriano) e fez uma campanha digna, sendo o artilheiro da equipe na competição com 12 gols.

#### 2012
Liedson iniciou o ano de 2012 marcando poucos gols, mas sendo muito eficiente jogando sem a bola, com um jejum de gols no ano Liedson viu a crise chegar, foi desencantar no ano em um jogo contra o Oeste onde o Corinthians venceu por 3 a 0, no qual Liedson marcou dois gols. Conseguiu com o Corinthians a liderança do Campeonato Paulista. Ajudou o Timão na campanha da Copa Libertadores da América, onde conquistou o título inédito para o clube de forma invicta, sobre o temível Boca Juniors. Fez seu último jogo com a camisa alvinegra contra o Sport, em um empate por 1 a 1, na qual marcou o gol do Corinthians. Depois disso, o atacante não acertou com a diretoria corintiana sua renovação, por diferenças da preferência de tempo de contrato e salário. Assim, saiu do clube paulista como um ídolo.

### Retorno ao Flamengo
No dia 2 de agosto de 2012, Liedson acertou seu retorno ao Flamengo após dez anos, assinando um contrato até o fim de 2013. O jogador já afirmou que voltar a jogar no Rubro-Negro é uma satisfação muito grande. Em sua primeira passagem, o jogador deixou uma boa marca com 14 gols em 24 jogos na campanha do Brasileirão de 2002. Fez seu primeiro gol com a camisa do Flamengo em 2012 contra o Atlético Goianiense, em partida válida pela 26ª rodada do Brasileiro, na qual o Flamengo venceu por 2 a 1 no Estádio Serra Dourada.

### Porto
Em janeiro de 2013, após divergências com a direção, que considerava seu salário muito alto, Liedson deixou o Flamengo, após breve passagem de cinco meses, rumo ao Porto, com empréstimo fixado em seis meses.
Apesar de ter jogado pouco e não ter marcado nenhum gol, foi decisivo para a conquista da Primeira Liga. No dia 11 de maio, pela 29ª rodada, Liedson entrou no segundo tempo e deu a assistência para Kelvin marcar no último minuto, garantindo a vitória de 2 a 1 contra o Benfica.
Após o fim do empréstimo com o Porto, Liedson retornou ao rubro-negro carioca em junho, na janela de transferências.

### Aposentadoria
Em setembro de 2013, Liedson decidiu se aposentar. No dia 4 de dezembro de 2014 recebeu propostas do Sporting de Macau para voltar a jogar a partir de janeiro de 2015, o que não se concretizou.

## Seleção Nacional
Em agosto de 2009, após processo de obtenção da cidadania portuguesa, Liedson foi convocado para a Seleção Portuguesa para a disputa das Eliminatórias da Copa do Mundo FIFA de 2010.  Em seu primeiro jogo com a camisa da Seleção Portuguesa, marcou um gol sobre a Dinamarca, o que manteve-a na luta por uma vaga na Copa do Mundo FIFA de 2010.
Convocado pelo treinador Carlos Queiroz para a Copa do Mundo FIFA de 2010, realizada na África do Sul, Liedson chegou a marcar um gol no torneio, na goleada de 7 a 0 contra a Coreia do Norte, mas não impediu a eliminação portuguesa para a Espanha nas oitavas de final. Após a Copa do Mundo, Liedson não foi mais convocado.

## Estatísticas
Atualizadas até 19 de maio de 2013

### Clubes
| Clube             | Época Temporada   | Campeonato | Campeonato | Campeonato estadual | Campeonato estadual | Taça Copa | Taça Copa | Taça da Liga | Taça da Liga | Supertaça Supercopa | Supertaça Supercopa | Continental | Continental | Total | Total |
| Clube             | Época Temporada   | Jogos      | Gols       | Jogos               | Gols                | Jogos     | Gols      | Jogos        | Gols         | Jogos               | Gols                | Jogos       | Gols        | Jogos | Gols  |
| ----------------- | ----------------- | ---------- | ---------- | ------------------- | ------------------- | --------- | --------- | ------------ | ------------ | ------------------- | ------------------- | ----------- | ----------- | ----- | ----- |
| Poções            | 2001              | –          | –          | 15                  | 5                   | –         | –         | –            | –            | –                   | –                   | –           | –           | 15    | 5     |
| Poções            | Total             | –          | –          | 15                  | 5                   | –         | –         | –            | –            | –                   | –                   | –           | –           | 15    | 5     |
| Coritiba          | 2001              | 9          | 5          | –                   | –                   | –         | –         | –            | –            | –                   | –                   | –           | –           | 9     | 5     |
| Coritiba          | 2002              | –          | –          | 3                   | 1                   | 2         | 0         | –            | –            | –                   | –                   | –           | –           | 14    | 6     |
| Coritiba          | Total             | 9          | 5          | 3                   | 1                   | 2         | 0         | –            | –            | –                   | –                   | –           | –           | 14    | 6     |
| Flamengo          | 2002              | 24         | 14         | –                   | –                   | –         | –         | –            | –            | –                   | –                   | –           | –           | 24    | 14    |
| Flamengo          | Total             | 24         | 14         | –                   | –                   | –         | –         | –            | –            | –                   | –                   | –           | –           | 24    | 14    |
| Corinthians       | 2003              | 18         | 10         | 11                  | 6                   | –         | –         | –            | –            | –                   | –                   | 8           | 6           | 37    | 22    |
| Corinthians       | Total             | 18         | 10         | 11                  | 6                   | –         | –         | –            | –            | –                   | –                   | 8           | 6           | 37    | 22    |
| Sporting          | 2003–04           | 30         | 15         | –                   | –                   | 2         | 1         | –            | –            | –                   | –                   | 4           | 3           | 36    | 19    |
| Sporting          | 2004–05           | 31         | 25         | –                   | –                   | 2         | 1         | –            | –            | –                   | –                   | 14          | 9           | 47    | 35    |
| Sporting          | 2005–06           | 31         | 15         | –                   | –                   | 5         | 2         | –            | –            | –                   | –                   | 2           | 0           | 38    | 17    |
| Sporting          | 2006–07           | 28         | 15         | –                   | –                   | 6         | 6         | –            | –            | –                   | –                   | 5           | 0           | 39    | 21    |
| Sporting          | 2007–08           | 26         | 11         | –                   | –                   | 4         | 3         | 5            | 4            | 1                   | 0                   | 11          | 6           | 47    | 24    |
| Sporting          | 2008–09           | 26         | 17         | –                   | –                   | 2         | 2         | 3            | 4            | –                   | –                   | 4           | 2           | 35    | 25    |
| Sporting          | 2009–10           | 28         | 13         | –                   | –                   | 3         | 3         | 2            | 2            | –                   | –                   | 13          | 4           | 46    | 22    |
| Sporting          | 2010–11           | 14         | 6          | –                   | –                   | 3         | 2         | 2            | 1            | –                   | –                   | 6           | 2           | 25    | 11    |
| Sporting          | Total             | 214        | 117        | –                   | –                   | 27        | 20        | 12           | 11           | 1                   | 0                   | 59          | 26          | 313   | 174   |
| Corinthians       | 2011              | 28         | 12         | 16                  | 11                  | –         | –         | –            | –            | –                   | –                   | –           | –           | 44    | 23    |
| Corinthians       | 2012              | 6          | 1          | 11                  | 2                   | –         | –         | –            | –            | –                   | –                   | 11          | 1           | 28    | 4     |
| Corinthians       | Total             | 34         | 13         | 27                  | 13                  | –         | –         | –            | –            | –                   | –                   | 11          | 1           | 72    | 27    |
| Flamengo          | 2012              | 16         | 4          | –                   | –                   | –         | –         | –            | –            | –                   | –                   | –           | –           | 16    | 4     |
| Flamengo          | Total             | 16         | 4          | –                   | –                   | –         | –         | –            | –            | –                   | –                   | –           | –           | 16    | 4     |
| Porto             | 2012–13           | 6          | 0          | –                   | –                   | –         | –         | 1            | 0            | –                   | –                   | –           | –           | 7     | 0     |
| Porto             | Total             | 6          | 0          | –                   | –                   | –         | –         | 1            | 0            | –                   | –                   | –           | –           | 7     | 0     |
| Total na carreira | Total na carreira | 321        | 163        | 56                  | 25                  | 29        | 20        | 13           | 11           | 1                   | 0                   | 70          | 27          | 513   | 266   |

### Gols pela Seleção Portuguesa
|    | Data                  | Local                         | Placar | Resultado | Adversário      | Gols | Competição                             |
| -- | --------------------- | ----------------------------- | ------ | --------- | --------------- | ---- | -------------------------------------- |
| 1. | 5 de setembro de 2009 | Copenhague, Dinamarca         | 1–1    | 1–1       | Dinamarca       | 1    | Eliminatórias da Copa do Mundo de 2010 |
| 2. | 10 de outubro de 2009 | Lisboa, Portugal              | 2–0    | 3–0       | Hungria         | 1    | Eliminatórias da Copa do Mundo de 2010 |
| 3. | 3 de março de 2010    | Coimbra, Portugal             | 2–0    | 2–0       | China           | 1    | Amistoso                               |
| 4. | 21 de junho de 2010   | Cidade do Cabo, África do Sul | 5–0    | 7–0       | Coreia do Norte | 1    | Copa do Mundo FIFA de 2010             |

### Gols pelo Corinthians
Expanda a caixa de informações para conferir todos os gols deste jogador, pelo Corinthians.
|      | Data            | Local                            | Placar | Resultado | Adversário        | Gols | Competição              |
| 2003 | 2003            | 2003                             | 2003   | 2003      | 2003              | 2003 | 2003                    |
| ---- | --------------- | -------------------------------- | ------ | --------- | ----------------- | ---- | ----------------------- |
| 1.   | 1 de fevereiro  | Ribeirão Preto, Santa Cruz       | 1–0    | 2–0       | Botafogo-SP       | 1    | Campeonato Paulista     |
| 2.   | 5 de fevereiro  | São Paulo, Pacaembu              | 1–0    | 1–0       | Cruz Azul         | 1    | Libertadores da América |
| 3.   | 23 de fevereiro | São Paulo, Pacaembu              | 4–1    | 4–1       | União São João    | 1    | Campeonato Paulista     |
| 4.   | 26 de fevereiro | São Paulo, Pacaembu              | 1–1    | 2-1       | União Barbarense  | 1    | Campeonato Paulista     |
| 5.   | 5 de março      | São Paulo, Morumbi               | 2–2    | 2–2       | Palmeiras         | 1    | Campeonato Paulista     |
| 6.   | 8 de março      | São Paulo, Morumbi               | 1–0    | 4–2       | Palmeiras         | 1    | Campeonato Paulista     |
| 7.   | 11 de março     | São Paulo, Pacaembu              | 4–1    | 4–1       | The Strongest     | 1    | Libertadores da América |
| 8.   | 22 de março     | São Paulo, Morumbi               | 1–0    | 3–2       | São Paulo         | 1    | Campeonato Paulista     |
| 9.   | 2 de abril      | São Paulo, Pacaembu              | 4–0    | 6–1       | Fénix             | 2    | Libertadores da América |
| 10.  | 2 de abril      | São Paulo, Pacaembu              | 5–0    | 6–1       | Fénix             | 2    | Libertadores da América |
| 11.  | 6 de abril      | Florianópolis, Orlando Scarpelli | 2–2    | 3–3       | Figueirense       | 1    | Campeonato Brasileiro   |
| 12.  | 9 de abril      | La Paz, Hernando Siles           | 1–0    | 2–0       | The Strongest     | 1    | Libertadores da América |
| 13.  | 12 de abril     | São Paulo, Pacaembu              | 3–0    | 6–1       | Paysandu          | 1    | Campeonato Brasileiro   |
| 14.  | 27 de abril     | São Paulo, Pacaembu              | 1–1    | 1–1       | Flamengo          | 1    | Campeonato Brasileiro   |
| 15.  | 4 de maio       | Fortaleza, Castelão              | 2–1    | 2–1       | Fortaleza         | 1    | Campeonato Brasileiro   |
| 16.  | 14 de maio      | São Paulo, Pacaembu              | 1–0    | 1–2       | River Plate       | 1    | Libertadores da América |
| 17.  | 1 de junho      | São Paulo, Pacaembu              | 1–0    | 4–0       | Vitória           | 4    | Campeonato Brasileiro   |
| 18.  | 1 de junho      | São Paulo, Pacaembu              | 2–0    | 4–0       | Vitória           | 4    | Campeonato Brasileiro   |
| 19.  | 1 de junho      | São Paulo, Pacaembu              | 3–0    | 4–0       | Vitória           | 4    | Campeonato Brasileiro   |
| 20.  | 1 de junho      | São Paulo, Pacaembu              | 4–0    | 4–0       | Vitória           | 4    | Campeonato Brasileiro   |
| 21.  | 22 de junho     | Campinas, Moisés Lucarelli       | 3–3    | 3–3       | Ponte Preta       | 1    | Campeonato Brasileiro   |
| 22.  | 29 de junho     | São Paulo, Pacaembu              | 1–0    | 1–0       | Fluminense        | 1    | Campeonato Brasileiro   |
| 2011 |                 |                                  |        |           |                   |      |                         |
| 23.  | 9 de fevereiro  | São Paulo, Pacaembu              | 3–0    | 4–0       | Ituano            | 2    | Campeonato Paulista     |
| 24.  | 9 de fevereiro  | São Paulo, Pacaembu              | 4–0    | 4–0       | Ituano            | 2    | Campeonato Paulista     |
| 25.  | 17 de fevereiro | São Paulo, Pacaembu              | 1–0    | 2–0       | Mogi Mirim        | 2    | Campeonato Paulista     |
| 26.  | 17 de fevereiro | São Paulo, Pacaembu              | 2–0    | 2–0       | Mogi Mirim        | 2    | Campeonato Paulista     |
| 27.  | 20 de fevereiro | São Paulo, Pacaembu              | 3–1    | 3–1       | Santos            | 1    | Campeonato Paulista     |
| 28.  | 26 de fevereiro | São Paulo, Pacaembu              | 2–0    | 4–0       | Grêmio Prudente   | 2    | Campeonato Paulista     |
| 29.  | 26 de fevereiro | São Paulo, Pacaembu              | 4–0    | 4–0       | Grêmio Prudente   | 2    | Campeonato Paulista     |
| 30.  | 5 de março      | Lins, Gilbertão                  | 2–0    | 2–0       | Linense           | 1    | Campeonato Paulista     |
| 31.  | 20 de março     | São Paulo, Pacaembu              | 1–0    | 1–0       | Americana         | 1    | Campeonato Paulista     |
| 32.  | 23 de março     | São Paulo, Pacaembu              | 2–0    | 3–0       | Oeste             | 1    | Campeonato Paulista     |
| 33.  | 23 de abril     | São Paulo, Pacaembu              | 1–0    | 2–1       | Oeste             | 1    | Campeonato Paulista     |
| 34.  | 22 de maio      | Porto Alegre, Olímpico           | 2–1    | 2–1       | Grêmio            | 1    | Campeonato Brasileiro   |
| 35.  | 26 de junho     | São Paulo, Pacaembu              | 2–0    | 5–0       | São Paulo         | 3    | Campeonato Brasileiro   |
| 36.  | 26 de junho     | São Paulo, Pacaembu              | 3–0    | 5–0       | São Paulo         | 3    | Campeonato Brasileiro   |
| 37.  | 26 de junho     | São Paulo, Pacaembu              | 4–0    | 5–0       | São Paulo         | 3    | Campeonato Brasileiro   |
| 38.  | 20 de julho     | Rio de Janeiro, São Januário     | 1–0    | 2–0       | Botafogo          | 1    | Campeonato Brasileiro   |
| 39.  | 17 de agosto    | Ipatinga, Ipatingão              | 3–2    | 3–2       | Atlético Mineiro  | 1    | Campeonato Brasileiro   |
| 40.  | 8 de setembro   | São Paulo, Pacaembu              | 1–1    | 2–1       | Flamengo          | 2    | Campeonato Brasileiro   |
| 41.  | 8 de setembro   | São Paulo, Pacaembu              | 2–1    | 2–1       | Flamengo          | 2    | Campeonato Brasileiro   |
| 42.  | 18 de setembro  | São Paulo, Pacaembu              | 1–0    | 1–3       | Santos            | 1    | Campeonato Brasileiro   |
| 43.  | 30 de outubro   | São Paulo, Pacaembu              | 2–1    | 2–1       | Avaí              | 1    | Campeonato Brasileiro   |
| 44.  | 20 de novembro  | São Paulo, Pacaembu              | 1–1    | 2–1       | Atlético Mineiro  | 1    | Campeonato Brasileiro   |
| 45.  | 27 de novembro  | Florianópolis, Orlando Scarpelli | 1–0    | 1–0       | Figueirense       | 1    | Campeonato Brasileiro   |
| 2012 |                 |                                  |        |           |                   |      |                         |
| 46.  | 15 de janeiro   | Londrina, Café                   | 2–0    | 2–2       | Flamengo          | 1    | Jogo amistoso           |
| 47.  | 1 de abril      | Presidente Prudente, Prudentão   | 1–0    | 3–0       | Oeste             | 2    | Campeonato Paulista     |
| 48.  | 1 de abril      | Presidente Prudente, Prudentão   | 3–0    | 3–0       | Oeste             | 2    | Campeonato Paulista     |
| 49.  | 18 de abril     | São Paulo, Pacaembu              | 5–0    | 6–0       | Deportivo Táchira | 1    | Libertadores da América |
| 50.  | 8 de julho      | Recife, Ilha do Retiro           | 1–0    | 1–1       | Sport             | 1    | Campeonato Brasileiro   |

## Títulos
Corinthians
- Campeonato Paulista: 2003
- Campeonato Brasileiro: 2011
- Copa Libertadores da América: 2012

Sporting
- Taça de Portugal: 2006–07 e 2007–08
- Supertaça Cândido de Oliveira: 2007 e 2008

Porto
- Primeira Liga: 2012–13

### Artilharias
Coritiba
- Copa Sul-Minas: 2002 (14 gols)

Corinthians
- Campeonato Paulista: 2011 (12 gols)

### Prêmios individuais
Sporting
- Bola de Prata: 2004–05 e 2006–07

Corinthians
- Craque da Rodada - Troféu Armando Nogueira - Melhor Jogador da 6ª Rodada - Campeonato Brasileiro de 2011 - Nota 9,5[31]

## Biografia
Em 2006 foi publicada em Portugal a biografia do jogador, chamada "Liedson, a Minha História", escrita pelo jornalista português João Almeida Moreira.